# 中部方面特科連隊
中部方面特科連隊（ちゅうぶほうめんとっかれんたい、JGSDF Middle Army Field Artillery Regiment）は、陸上自衛隊姫路駐屯地（兵庫県姫路市）に連隊本部が駐屯する中部方面隊直轄の野戦特科部隊である。

## 概要
31中期防では、26中期防から引き続く火砲定数の削減等が盛り込まれた。このため、北部方面隊を除く各方面隊では野戦特科火力は方面隊直轄部隊として集約する方針となった。当部隊は2024年（令和6年）3月の陸上自衛隊の部隊改編に伴い、第3特科隊、第10特科連隊、第13特科隊および第14旅団に隷属する中部方面特科隊を廃止・統合し、方面隊直轄の特科連隊としては最後に編成された。
特徴としては、2023年（令和5年）3月に編成された東部方面特科連隊と同様に、4個大隊の全てが3個射撃中隊基幹で編成されている点、情報中隊の小隊が各駐屯地に編成されている点である。そのため、射撃中隊の数が12個と現存部隊としては最大であり、連隊規模としても5個大隊11個射撃中隊基幹の第2特科連隊とほぼ同等である。ただし、各大隊は師・旅団に対する直協支援を目的とし、第2特科連隊のような全般支援大隊は持っていない反面、直協火力は各直協大隊が2個中隊編成である第2特科連隊、西部方面特科連隊および東北方面特科連隊よりも高い。
連隊長が姫路駐屯地司令、第3特科大隊長が日本原駐屯地司令、第4特科大隊長が松山駐屯地司令を兼補する。

## 沿革
- 2024年（令和06年）3月21日：第3特科隊、第10特科連隊、第13特科隊および中部方面特科隊を廃止・統合し、編成完結[2][3]。

1. 連隊本部等が姫路駐屯地に新編され、連隊長が姫路駐屯地司令に職務指定[2]。
2. 情報中隊の第2情報小隊を豊川駐屯地に、第3情報小隊を日本原駐屯地に、第4情報小隊を松山駐屯地に配置。
3. 第2特科大隊が豊川駐屯地に新編[4]。
4. 第3特科大隊が日本原駐屯地に新編され、大隊長が日本原駐屯地司令に職務指定[5]。
5. 第4特科大隊が松山駐屯地に新編され[6]、大隊長が松山駐屯地司令に職務指定[7]。

## 編成
特記ない限り姫路駐屯地所在。
- 中部方面特科連隊本部
- 中部方面特科連隊本部中隊「中方特-本」：82式指揮通信車
- 情報中隊「中方特-情」
  - 第1情報小隊
  - 第2情報小隊（豊川駐屯地）
  - 第3情報小隊（日本原駐屯地）
  - 第4情報小隊（松山駐屯地）：対砲レーダ装置 JTPS-P16、気象測定装置 JMMQ-M5
- 第1特科大隊
  - 第1特科大隊本部
  - 本部管理中隊「中方特-1-本」：82式指揮通信車
  - 第1射撃中隊「中方特-1-1」：155mmりゅう弾砲 FH70、中砲けん引車
  - 第2射撃中隊「中方特-1-2」：155mmりゅう弾砲 FH70、中砲けん引車
  - 第3射撃中隊「中方特-1-3」：155mmりゅう弾砲 FH70、中砲けん引車
- 第2特科大隊（豊川駐屯地）
  - 第2特科大隊本部
  - 本部管理中隊「中方特-2-本」：82式指揮通信車
  - 第4射撃中隊「中方特-2-4」：155mmりゅう弾砲 FH70、中砲けん引車
  - 第5射撃中隊「中方特-2-5」：155mmりゅう弾砲 FH70、中砲けん引車
  - 第6射撃中隊「中方特-2-6」：155mmりゅう弾砲 FH70、中砲けん引車
- 第3特科大隊（日本原駐屯地）
  - 第3特科大隊本部
  - 本部管理中隊「中方特-3-本」：82式指揮通信車
  - 第7射撃中隊「中方特-3-7」：155mmりゅう弾砲 FH70、中砲けん引車
  - 第8射撃中隊「中方特-3-8」：155mmりゅう弾砲 FH70、中砲けん引車
  - 第9射撃中隊「中方特-3-9」：155mmりゅう弾砲 FH70、中砲けん引車
- 第4特科大隊（松山駐屯地）
  - 第4特科大隊本部
  - 本部管理中隊「中方特-4-本」：82式指揮通信車
  - 第10射撃中隊「中方特-4-10」：155mmりゅう弾砲 FH70、中砲けん引車
  - 第11射撃中隊「中方特-4-11」：155mmりゅう弾砲 FH70、中砲けん引車
  - 第12射撃中隊「中方特-4-12」：155mmりゅう弾砲 FH70、中砲けん引車

## 主要幹部
| 官職名                               | 階級    | 氏名     | 補職発令日     | 前職                         |
| ------------------------------------ | ------- | -------- | -------------- | ---------------------------- |
| 中部方面特科連隊長 兼 姫路駐屯地司令 | 1等陸佐 | 奥村啓介 | 2025年08月01日 | 西部方面総監部防衛部訓練課長 |

| 代 | 氏名     | 在職期間                        | 前職                          | 後職                     |
| -- | -------- | ------------------------------- | ----------------------------- | ------------------------ |
| 01 | 米村謙一 | 2024年03月21日 - 2025年07月31日 | 第3特科隊長 兼 姫路駐屯地司令 | 自衛隊大分地方協力本部長 |
| 02 | 奥村啓介 | 2025年08月01日 -                | 西部方面総監部防衛部訓練課長  |                          |

## 整備支援部隊
- 中部方面後方支援隊第308特科直接支援中隊「308特直支」（姫路駐屯地）：2024年（令和6年）3月21日から
  - 第1特科直接支援小隊（姫路駐屯地）：第1特科大隊を支援。
  - 第2特科直接支援小隊（豊川駐屯地）：第2特科大隊等を支援。
  - 第3特科直接支援小隊（日本原駐屯地）：第3特科大隊等を支援。
  - 第4特科直接支援小隊（松山駐屯地）：第4特科大隊等を支援。

## 主要装備
- 155mmりゅう弾砲 FH70
- 中砲けん引車
- 対砲レーダ装置 JTPS-P16
- 対迫レーダ装置 JMPQ-P13
- 82式指揮通信車
- 1/2tトラック / 73式小型トラック
- 1 1/2tトラック / 73式中型トラック
- 3 1/2tトラック / 73式大型トラック
- 12.7mm重機関銃
- 89式5.56mm小銃
- 9mm拳銃

## 警備隊区
- 連隊本部直轄：兵庫県神戸市、姫路市[9][10]
- 第1特科大隊：兵庫県（連隊直轄、阪神地区、北播丹波地方、淡路島除く）[9][10]
  - 本部管理中隊：福崎町、市川町、神河町（3町）
  - 第1射撃中隊：朝来市、養父市、豊岡市、香美町、新温泉町（3市2町）
  - 第2射撃中隊：たつの市、相生市、赤穂市、宍粟市、太子町、上郡町、佐用町（4市3町）
  - 第3射撃中隊：明石市、高砂市、加古川市、稲美町、播磨町（3市2町）
- 第3特科大隊：岡山県の一部（岡山市、備前市、瀬戸内市、玉野市、総社市、倉敷市、津山市、赤磐市、笠岡市、井原市、浅口市、奈義町、鏡野町、美咲町、勝央町、和気町、矢掛町、里庄町、久米南町、早島町、西粟倉村）[10]（11市9町1村）
- 第4特科大隊:愛媛県（宇和島地区を除く）[10][11]
  - 本部管理中隊：松山市、東温市、伊予市、松前町、砥部町、久万高原町（3市3町）
  - 第10射撃中隊：西条市、新居浜市、四国中央市（3市）
  - 第11射撃中隊：今治市、上島町（1市1町）
  - 第12射撃中隊：八幡浜市、大洲市、西予市、内子町、伊方町（3市2町）

※中部方面特科連隊長の指揮下にて、第8高射特科群（青野原駐屯地）が兵庫県北播丹波地方、第3高射特科大隊が淡路島を担任。第4特科大隊長の指揮下にて、第14高射特科隊が愛媛県宇和島地区を担任。